# (19308) 1996 TO66
(19308) 1996 TO66 ist ein großes transneptunisches Objekt, das bahndynamisch als erweitertes Scattered Disk Object (DO) oder als Cubewano (CKBO) sowie als Mitglied der Haumea-Familie eingestuft wird. Aufgrund seiner Größe ist der Asteroid ein Zwergplanetenkandidat.

## Entdeckung
1996 TO66 wurde am 12. Oktober 1996 von einem Astronomenteam, bestehend aus Chadwick A. Trujillo (Gemini-Observatorium), Dave Jewitt (UCLA) und Jane Luu (Harvard), mit dem 2,2–m–UH-Teleskop des Mauna-Kea-Observatoriums (Hawaii) entdeckt. Die Entdeckung wurde am 18. Juni 1997 bekanntgegeben, der Planetoid erhielt später von der IAU die Kleinplaneten-Nummer 19308.
Nach seiner Entdeckung ließ sich 1996 TO66 auf Fotos bis zum 1. Oktober 1983, die im Rahmen des Digitized-Sky-Survey-Programmes (DSS) am Siding-Spring-Observatorium gemacht wurden, zurückgehend identifizieren und so seinen Beobachtungszeitraum um 13 Jahre verlängern, um so seine Umlaufbahn genauer zu berechnen. Im April 2017 lagen insgesamt 177 Beobachtungen über einen Zeitraum von 34 Jahren vor. Die bisher letzte Beobachtung wurde im Oktober 2016 am Pan-STARRS-Teleskop (PS1) durchgeführt. (Stand 7. März 2019)

## Eigenschaften

### Umlaufbahn
1996 TO66 umkreist die Sonne in 284,29 Jahren auf einer leicht elliptischen Umlaufbahn zwischen 37,96 AE und 48,51 AE Abstand zu deren Zentrum. Die Bahnexzentrizität beträgt 0,122, die Bahn ist 27,42° gegenüber der Ekliptik geneigt. Derzeit ist der Planetoid 47,45 AE von der Sonne entfernt. Das Perihel durchlief er das letzte Mal 1909, der nächste Periheldurchlauf dürfte also im Jahre 2193 erfolgen.
Marc Buie (DES) klassifiziert den Planetoiden als erweitertes SDO (ESDO bzw. DO), während das Minor Planet Center ihn als Cubewano einordnet, wobei er zu den bahndynamisch «heißen» klassischen KBO gehört; letzteres führt ihn auch als Nicht-SDO und allgemein als «Distant Object». Der Asteroid ist Mitglied der Haumea-Familie, die aus Fragmenten einer früheren Kollision auf dem Zwergplaneten Haumea besteht.

### Größe und Rotation
Derzeit wird von einem Durchmesser von 409 km ausgegangen, basierend auf einem Rückstrahlvermögen von 32,8 % und einer absoluten Helligkeit von 3,8 m. Ausgehend von einem Durchmesser von 409 km ergibt sich eine Gesamtoberfläche von etwa 526.000 km². Die scheinbare Helligkeit von 1996 TO66 beträgt 21,58 m, die mittlere Oberflächentemperatur wird anhand der Sonnenentfernung auf 45 K (−228 °C) geschätzt.
Da anzunehmen ist, dass sich 1996 TO66 aufgrund seiner Größe im hydrostatischen Gleichgewicht befinden könnte und somit weitgehend rund sein müsste, könnte er die Kriterien für eine Einstufung als Zwergplanet erfüllen. Mike Brown, der den Durchmesser selbst auf nur 149 km schätzt, auf Basis einer höheren Albedo von 70 % und einer absoluten Helligkeit von 5,2 m, geht davon aus, dass es sich bei 1996 TO66 um vielleicht keinen Zwergplaneten handelt. Gonzalo Tancredi gab 2010 noch keine Empfehlung ab.
Anhand von Lichtkurvenbeobachtungen rotiert 1996 TO66 in 7 Stunden und 55,2 Minuten einmal um seine Achse. Daraus ergibt sich, dass er in einem 1996 TO66-Jahr 314661,8 Eigendrehungen („Tage“) vollführt. Dies ist allerdings noch mit einigen Unsicherheiten behaftet, da die damalige Beobachtungszeit nicht ausreichte und die Fehlerquote bei ungefähr 30 % liegt.
| Jahr                                         | Abmessungen km | Quelle              |
| -------------------------------------------- | -------------- | ------------------- |
| 2004                                         | <897,0         | Altenhoff u. a.     |
| 2005                                         | <902,0         | Grundy u. a.        |
| 2010                                         | 529,0          | Tancredi            |
| 2013                                         | 409,0          | Mommert u. a.       |
| 2015                                         | 574,81         | LightCurve DataBase |
| 2018                                         | <330,0         | Vilenius u. a.      |
| 2018                                         | 149,0          | Brown               |
| Die präziseste Bestimmung ist fett markiert. |                |                     |